# IEEE 802.11s
IEEE 802.11s es un estándar de red inalámbrico y una enmienda al protocolo IEEE 802.11 para las redes en malla, que define como los dispositivos inalámbricos pueden interconectarse para crear una red inalámbrica en malla, que puede utilizarse para topologías relativamente fijas (no móviles) y redes inalámbricas ad hoc. El grupo de trabajo IEEE 802.11a se apoya en voluntarios de universidades y de la industria para proporcionar especificaciones y posibles soluciones de diseño para redes inalámbricas en malla. Como exige la norma, el documento fue revisado muchas veces antes de su finalización.
802.11 es un conjunto de estándares de IEEE que rigen los métodos de transmisión en redes inalámbricas. Hoy en día se utilizan comúnmente en sus versiones 802.11a, 802.11b, 802.11g, 802.11n y 802.11ac para proporcionar conectividad inalámbrica en el hogar, la oficina y establecimientos comerciales.

## Descripción
La norma 802.11s amplía el estándar IEEE 802.11 MAC mediante la definición de una arquitectura y un protocolo que soporta tanto broadcast/multicast como unicast usando "métricas de radio-conocimiento sobre topologías multi-hop autoconfigurables".

## Normas estrechamente relacionadas
La norma 802.11s depende de alguna de las siguientes normas: 802.11a, 802.11b, 802.11g, 802.11n o 802.11ac para la transmisión del tráfico real. Se requieren uno o más protocolos de enrutamiento adecuados a la topología física real de la red. 802.11s requiere que el protocolo para mallas inalámbricas híbridas o HWMP sea soportado por defecto. Sin embargo, otros tipos de redes, como las ad hoc, redes con enrutamiento basado en estado de enlace dinámico (OLSR y B. A. T. M. A. N.) o incluso redes con enrutamiento estático (WDS y OSPF) pueden ser soportadas.
Una malla consta de muchos nodos. A menudo, cuando haya involucrados usuarios móviles o cargas pesadas, habrá una transferencia de una estación base a otra, no sólo desde los protocolos 802.11, sino desde otros tipos de redes como GSM, Bluetooth o PCS. Por consiguiente, es posible que se requiera IEEE 802.21 para gestionar esta transferencia entre nodos, esto es especialmente probable si se necesita implementar un servicio de ancho de banda más amplio para minimizar las zonas muertas en la malla, por ejemplo, el enrutamiento GSM basado en OpenBTS.

En las redes en malla, a menudo, se necesita el acceso a la red por partes previamente desconocidas, especialmente cuando se atiende a una población de visitantes transitorios, de forma que, el estándar IEEE 802.11u será necesario en la mayoría de las redes en malla para autenticar a estos usuarios, sin prerregistro o comunicación offline previa. También son comunes los enfoques de portal cautivo anteriores al estándar.

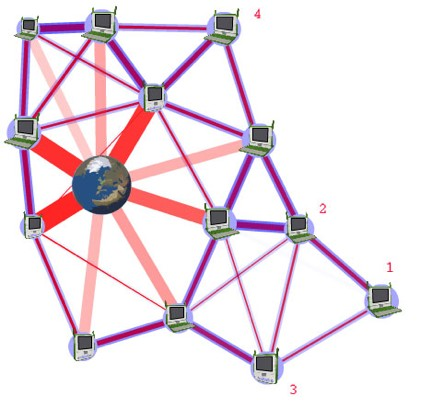
Una arquitectura de red en malla inalámbrica que permite nodos del 1 al 4 conectarse a Internet sin tener una conexión directa. Una característica clave es la presencia de enlaces que utilizan nodos intermedios para enviar sus paquetes.

## 802.11 arquitectura en malla
Un dispositivo de red en malla inalámbrica 802.11s se llaman Mesh Station (Mesh STA), o simplemente un nodo ad hoc. Los Mesh STAs forman enlaces en malla entre sí, sobre los que se pueden establecer rutas a través de la malla utilizando un protocolo de enrutamiento móvil ad hoc. Un aspecto clave de esta arquitectura es la presencia de enlaces inalámbricos multi-salto y el enrutamiento de paquetes a través de otros nodos hacia los nodos de destino.

### Protocolos de encaminamiento
La norma 802.11s define un protocolo de enrutamiento predeterminado obligatorio (Hybrid Wireless Mesh Protocol o HWMP), pero permite a los proveedores operar usando protocolos de enrutamiento alternativos. HWMP se inspira en una combinación de AODV (RFC 3561), que utiliza un enfoque de enrutamiento ad hoc bajo demanda y enrutamiento basado en árboles. Ejemplos de enrutamiento ad hoc bajo demanda son enrutamiento de fuente dinámica y enrutamiento basado en asociaciones. El descubrimiento de rutas de AODV y los enfoques de reparación de rutas localizadas son idénticos al enrutamiento basado en la asociación. El trabajo previo ha discutido y comparado estos diversos protocolos de enrutamiento en detalle.
Las STAs de malla son dispositivos individuales que utilizan los servicios de la malla para comunicarse con otros dispositivos de la red. También pueden comunicarse con los Puntos de Acceso (APs) 802.11 y proporcionar acceso a la red de malla a las estaciones 802.11 (STAs), que tienen una amplia disponibilidad de mercado. Además, STAs de malla pueden utilizarse con un portal 802.11 que hace el papel de gateway y proporciona acceso a una o más redes no 802.11. En ambos casos, 802.11s proporciona un mecanismo de proxy para proporcionar soporte de direccionamiento para dispositivos 802 que no son de malla, permitiendo que los puntos finales conozcan las direcciones externas.
La norma 802.11s también incluye mecanismos para proporcionar acceso determinista a la red, un marco para el control de congestión y ahorro de energía.

### Seguridad en malla
No hay roles definidos en una malla, no hay clientes y servidores. Los protocolos de seguridad utilizados en una red en malla deben, por lo tanto, ser verdaderos protocolos peer-to-peer donde cualquiera de los pares puede iniciar la comunicación.

#### Métodos de autentificación entre pares
La norma 802.11s define una autenticación segura basada en contraseña y un protocolo de establecimiento de claves llamado "Autenticación simultánea de iguales" (SAE). SAE se basa en el intercambio de claves Diffie-Hellman utilizando grupos cíclicos finitos que pueden ser un grupo cíclico primario o una curva elíptica. El problema al usar el intercambio de claves Diffie-Hellman es que no tiene un mecanismo de autenticación. Por lo tanto, la clave resultante se ve influenciada por una clave precompartida y las direcciones MAC de ambos pares para resolver el problema de autenticación.
Cuando los pares se descubren (y la seguridad está habilitada) participan en un intercambio SAE. Si SAE se completa con éxito, cada par sabe que la otra parte posee la contraseña de malla y, como subproducto del intercambio SAE, los dos pares establecen una clave criptográficamente fuerte. Esta clave se utiliza con el "Authenticated Mesh Peering Exchange" (AMPE) para establecer un peering seguro y derivar una clave de sesión para proteger el tráfico de malla, incluyendo el tráfico de enrutamiento.

## Uso
La norma IEEE 802.11s se usa por muchos productos como open80211s, OLPC. En abierto80211s se da soporte a las mallas menores de 32 nodos. Algunos de los proyectos están basados en borradores de la norma.